# Andrea Bellati
Andrea Bellati (* 29. Mai 1965 in Mendrisio) ist ein ehemaliger Schweizer Radrennfahrer und nationaler Meister im Radsport.

## Sportliche Laufbahn
Bellati war im Bahnradsport aktiv. Bei den Bahnradsport-Weltmeisterschaften 1990 gewann er die Bronzemedaille im Steherrennen der Amateure hinter dem Sieger Roland Königshofer. 1987 gewann er den nationalen Titel im Steherrennen der Amateure vor Felix Koller, 1988 vor Andrea Clavadetscher. 1989 verteidigte er den Titel erneut. 1990 gewann er vor Nicola Puttini. Bei den Profis wurde er 1991 Vize-Meister. 
Bei der Europameisterschaft der Steher 1990 wurde er hinter Torsten Rellensmann Zweiter. Von 1990 bis 1992 fuhr er als Berufsfahrer. Bellati bestritt auch Strassenrennen wie die Tour de Romandie, hatte dort aber keine Erfolge.

## Berufliches
Nach seiner sportlichen Karriere eröffnete Bellati ein Radsportgeschäft in Mendrisio.